# Fort Simpson
Fort Simpson (en idioma Slavey: Liidli Kue "lloc on s'ajunten els rius") és una vila i l'única dins tota la Regió Dehcho dels Northwest Territories al Canadà. Es troba en la confluència dels rius Mackenzie i Liard. Està situada a uns 500 km a l'oest de Yellowknife. Ambdós rius eren rutes comercials de la Hudson's Bay Company i els natius eren de l'ètnia Dene.

## Demografia
Dades demografiques.
- 1996|1307
- 1997|1295
- 1998|1259
- 1999|1266
- 2000|1238
- 2010|1273
- 2011|1269
- 2012|1251

Segons el cens de 2011 té 1.238 habitants.

## Història
Fort Simpson primer va ser un lloc de comerç de pells. El 1803 s'anomenava Fort of the Forks. La vila de Fort Simpson ja era un assentament permanent el juliol de 1822 quan la Hudson's Bay Company construí un post comercial, anomenant-lo per George Simpson, aleshores Governador de Rupert's Land. Va ser designat un dels National Historic Site of Canada el 1969.

## Clima
Fort Simpson té un clima subàrtic (segons la classificació de Köppen Dfc). La mitjana anual és de -2,8. El mes de juliol resulta inusualment càlid per a la seva latitud degut a la continentalitat però els hiverns són extremadament durs. -24,2 °C al gener i 17,4 °C al juliol. La pluviometria, amb una mitjana de 388 litres, es concentra a l'estiu.
La temperatura màxima més alta va ser 36,6 °C el 25 de juliol de 1994 i el 13 de juliol de 2014. The coldest temperature ever recorded was −56.1 °C (−69 °F) on 1 February 1947.